# Мільтіадіс Папаіоанну
Мільтіадіс Папаіоанну (грец. Μιλτιάδης Παπαϊωάννου, 1947) — грецький політик, член партії ПАСОК, колишній міністр юстиції Греції.

## Біографічні відомості
Народився в селі Лікурія, що поблизу Калаврити, Ахайя. Вивчав право і працював адвокатом. Був членом ПАСОК від моменту заснування партії. Вперше обраний до Парламенту Греції 1981 року за виборчим округом Афіни B. Переобирався за винятком 1989, 1993 і 2007 років.
Служив на наступних посад Кабінету міністрів Греції: заступник міністра внутрішніх справ (1982), міністр юстиції (1985), заступник міністра голови уряду і прес-секретар уряду (1986), генеральний секретар міністерства національної економіки (1993), міністр праці і соціального захисту (1996), державний міністр (2000).
Від 17 червня 2011 займав пост міністра юстиції, прозорості і прав людини.